# Instytut Dziedzictwa Solidarności
Instytut Dziedzictwa Solidarności – państwowa instytucja kultury powołana wspólnie przez Ministerstwo Kultury i Dziedzictwa Narodowego i Niezależny Samorządny Związek Zawodowy „Solidarność”. Umowa o współprowadzeniu Instytutu 31 sierpnia 2019 (w rocznicę podpisania Porozumień Sierpniowych) została podpisana przez sekretarza stanu w Ministerstwie Kultury i Dziedzictwa Narodowego Jarosława Sellina oraz przewodniczącego NSZZ „Solidarność” Piotra Dudę.

## Misja i cele
Instytut Dziedzictwa Solidarności powołano, aby popularyzować „Solidarność”, a także badać i zabezpieczać jej historię i autentyczne dziedzictwo. Szczegółowo misje IDS określa się następująco:
- Upamiętnianie i promowanie w kraju i za granicą dziedzictwa historycznego Niezależnego Samorządnego Związku Zawodowego „Solidarność”, ruchu społecznego oraz antykomunistycznej opozycji demokratycznej w Polsce, ze szczególnym uwzględnieniem polskiego zrywu obywatelskiego w sierpniu 1980’ roku.
- Upamiętnianie pluralizmu wewnątrzzwiązkowego, nurtów opozycji demokratycznej i oporu społeczeństwa polskiego wobec systemu komunistycznego w latach 1956 – 1989.
- Upamiętnianie postaw i aktywności przedstawicieli Kościoła katolickiego względem NSZZ „Solidarność” i opozycji demokratycznej.
- Inicjowanie przedsięwzięć kulturalnych, społecznych i naukowych nawiązujących do tradycji ruchu „Solidarności”.
- Badania naukowe w zakresie historii Niezależnego Samorządnego Związku Zawodowego „Solidarność”.
- Edukacja i wychowanie młodego pokolenia Polaków w duchu wartości i tradycji ruchu „Solidarności”.
- Upowszechnianie w świadomości międzynarodowej polskiego wkładu w obalenie systemu komunistycznego.
- Inicjowanie i wspieranie – w oparciu o dziedzictwo i wartości ruchu „Solidarności” – nowych przedsięwzięć poruszających problematykę wolności, suwerenności Polski, demokracji, praw człowieka i innych wyzwań współczesnej Polski, Europy i Świata.

## Władze Instytutu Dziedzictwa Solidarności
4 września 2019 Minister Kultury i Dziedzictwa Narodowego powierzył obowiązki dyrektora Instytutu Mateuszowi Smolanie. W 2020 został dyrektorem tej instytucji, a w sierpniu 2023 powołano go na kolejną kadencję.
Rada Programowa Instytutu Dziedzictwa Solidarności składa się z 21 członków. Liczba ta nawiązuje do 21 postulatów strajkujących robotników z Sierpnia 1980 roku.
W skład rady w kadencji 2019–2024 wchodzili:
1. Andrzej Kołodziej – przewodniczący Rady
2. Adam Chmielecki – zastępca przewodniczącego Rady
3. vacat – sekretarz Rady
4. Piotr Łukasz Andrzejewski
5. Waldemar Bartosz
6. Sławomir Cenckiewicz
7. prof. Krzysztof Dybciak
8. dr Barbara Fedyszak-Radziejowska
9. Roman Gałęzewski
10. Andrzej Gelberg
11. Andrzej Gwiazda
12. Adam Hlebowicz
13. Michał Karnowski
14. ks. Ludwik Kowalski
15. Marian Krzaklewski
16. prof. Stanisław Mikołajczak
17. Michał Ossowski
18. Barbara Popiełuszko-Matyszczyk
19. Piotr Semka
20. dr Marcin Stefaniak
21. ks. prof. dr hab. Władysław Zuziak